# Nilo Sérgio
Nilo Sérgio Santana de Oliveira, mais conhecido como Mestre Nilo Sérgio (Rio de Janeiro, 18 de fevereiro de 1979) é um importante diretor de bateria carioca, tendo sido até mestre de bateria há mais tempo a frente de uma mesma bateria no carnaval do Rio de Janeiro e segundo em longevidade na Portela, entre 2005 e 2025..
Iniciou sua jornada no samba ainda jovem, com cerca de 12 anos, no Bloco Boêmios de Irajá. Em 1991, estreou na bateria do Império Serrano, tocando agogô, e pouco depois ingressou na Portela. 

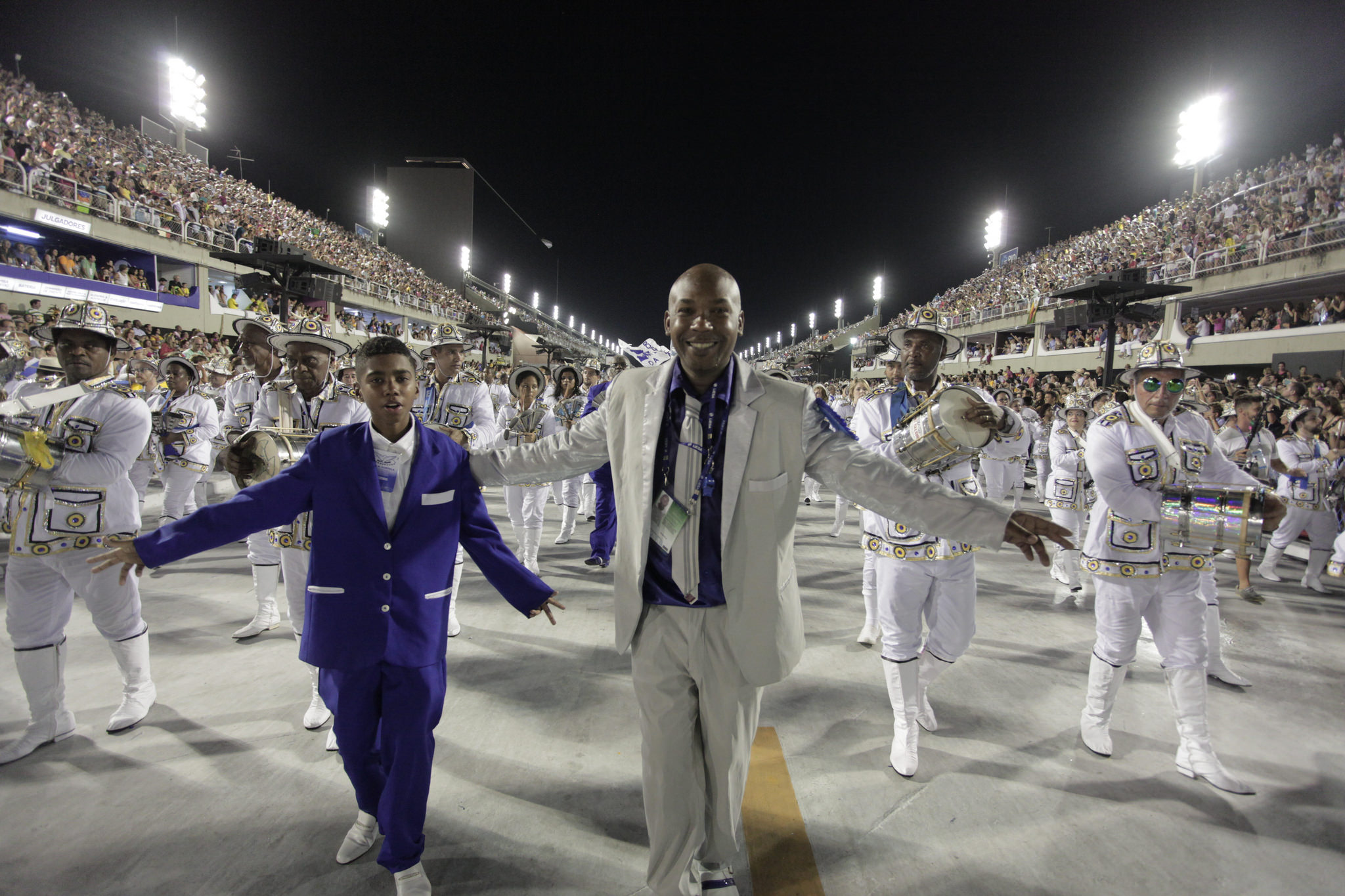
Nilo comandando a Tabajara do Samba no desfile da Portela em 2016.

Durante sua ascensão na escola, Nilo ocupou diversos postos: de ritmista a diretor de bateria, até ser convidado, em 2003, por Mestre Carlinhos Catanha, para assumir funções de coordenação. Em 2006, foi nomeado mestre de bateria da Portela, cargo que ocupou até maio de 2025. Sob seu comando, a Tabajara do Samba ganhou notoriedade pela precisão rítmica e excelência técnica, conquistando três Estandarte de Ouro de "Melhor Bateria", em 2010, 2012 e 2013. Em 2006, foi agraciado com o Estandarte de Ouro na categoria "Revelação".. 
Foi primeiro mestre de bateria a lecionar samba em universidades fora do Brasil, incluindo oficinas no Japão.
Em maio de 2025, a recém eleita diretoria da Portela anunciou o desligamento de Nilo. A situação repercutiu após o desabafo: "Dói porque não foi uma escolha minha. Dói porque quem conhece minha história sabe o quanto me entreguei a essa escola, o quanto vesti esse pavilhão com alma, suor e amor”, escreveu em um post no Instagram. Durante a campanha eleitoral naquele ano, Nilo manifestou apoio a chapa derrotada, fato que fez internautas ligarem a decisão ao resultado das eleições na escola.